# Ederswiler
Ederswiler is een gemeente en plaats in het Zwitserse kanton Jura, en maakt deel uit van het district Delémont.
Ederswiler telt 124 inwoners.
Het is de enige overwegend Duitstalige gemeente van het kanton Jura. 84,5% van de bevolking spreekt Duits, 10,1% spreekt Frans en 2,3% spreekt Spaans (2000).